# Thackerville
Thackerville – miasto w Stanach Zjednoczonych, w stanie Oklahoma, w hrabstwie Love.